# 孟加拉國伊斯蘭教

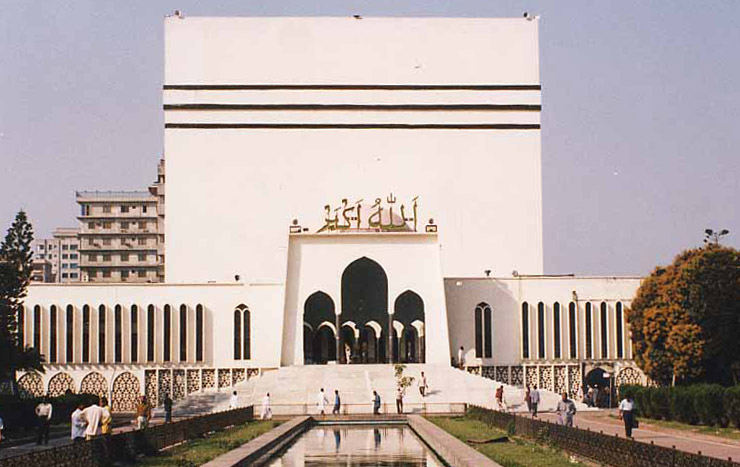
達卡的一間國家清真寺：白圖穆卡蘭清真寺，於1962年仿天房而建

伊斯蘭教是孟加拉國最大的宗教，穆斯林人口約為1.486億，是世界第四大穆斯林人口（僅次於印尼，巴基斯坦和印度）。截至2010年佔總人口的90.4％。宗教一直是一個強大的身份，2003年年底的一項調查證實，宗教是公民自我認同的第一選擇，無神論是極為罕見的。
伊斯蘭教7世紀已到達該地區，由阿拉伯商人，波斯蘇菲派聖人及突厥人引入 。

## 歷史
孟加拉國以前是佛教盛行地區，8世紀時由伊朗與阿拉伯商人引入伊斯蘭教，主要是在吉大港等沿岸地區，並於1199年併入德里蘇丹國。在此之前，多數在孟加拉的人口被認為是佛教徒和印度教徒，大規模皈依伊斯蘭教在13世紀開始，一直持續了幾百年。改宗一般是集體而不是個人。伊斯蘭教的平等教義吸引了眾多的佛教徒和低種姓印度教徒。蘇菲派負責大部分人的改宗。這種改宗一直持續多個世纪。

## 蘇非派的角色
蘇非派在南亞接受伊斯蘭過程中發揮重要作用，特別是在孟加拉國。大多數孟加拉穆斯林受蘇菲主義的影響。他們利用當地原來宗教某些思想引導改宗。
在蒙兀兒帝國時代，伊斯蘭教在東孟加拉迅速發展成為主要宗教(因蒙兀兒帝國把大量恆河三角洲的土地賜予蘇菲教團，蘇菲們建立了數千條村莊，大量失地農民同時移入並皈依伊斯蘭教)。
在孟加拉國没有官方教法法庭，但是大多數穆斯林婚姻，由卡迪主持，一個傳統的穆斯林法官也要就個人的法律，如繼承，離婚，宗教捐贈和管理的事項提供意見。

## 教派
多数孟加拉人也是遜尼派哈乃斐學派，也有少數人是阿赫默底亞和什葉派穆斯林。

## 政治化的伊斯蘭教
1971年獨立後憲法四大原則之一是世俗主義，但政府同時也加强宗教意识。第五次修憲將世俗主義改成信仰真主，伊斯蘭成為國教。
同時也成立官方伊斯蘭基金會，大多數觀察家認為，伊斯蘭教為國教的聲明可能對國民生活有顯著的影響。